# Alligator Pond
Alligator Pond är en ort i Jamaica.   Den ligger i parishen Parish of Saint Elizabeth, i den sydvästra delen av landet, 80 km väster om huvudstaden Kingston. Alligator Pond ligger 9 meter över havet och antalet invånare är 1 793. Den ligger på ön Jamaica.
Terrängen runt Alligator Pond är huvudsakligen kuperad, men åt sydost är den platt. Havet är nära Alligator Pond söderut.  Närmaste större samhälle är Bull Savanna, 3,1 km nordväst om Alligator Pond. Omgivningarna runt Alligator Pond är en mosaik av jordbruksmark och naturlig växtlighet.